# Loxocarpinae
Loxocarpinae, podtribus gesnerijevki, dio tribusa Trichosporeae. Sastoji se od 14 rodova sa 242 vrste.. 
Loxocarpinae su također poznate kao "skupina Boea",

## Rodovi
1. Middletonia C. Puglisi (6 spp.)
2. Dorcoceras Bunge (6 spp.)
3. Boea Comm. ex Lam. (12 spp.)
4. Damrongia Kerr ex Craib (11 spp.)
5. Paraboea (C. B. Clarke) Ridl. (153 spp.)
6. Orchadocarpa Ridl. (1 sp.)
7. Emarhendia Kiew, A. Weber & B. L. Burtt (1 sp.)
8. Loxocarpus Benn. & R. Br. (24 spp.)
9. Senyumia Kiew, A. Weber & B. L. Burtt (2 spp.)
10. Spelaeanthus Kiew, A. Weber & B. L. Burtt (2 spp.)
11. Ornithoboea Parish ex C. B. Clarke (17 spp.)
12. Kaisupeea B. L. Burtt (3 spp.)
13. Rhabdothamnopsis Hemsl. (1 sp.)
14. Somrania D. J. Middleton (3 spp.)